# QH-50無人反潛直升機
QH-50無人反潛直升機（英語：Drone Anti-Submarine Helicopter，簡稱DASH)是一款由美國吉羅德尼公司製造的小型反潛無人機。H-50主要部署在中小型船艦（如驅逐艦、護衛艦)上，提升其中遠程反潛作戰能力。

## 發展

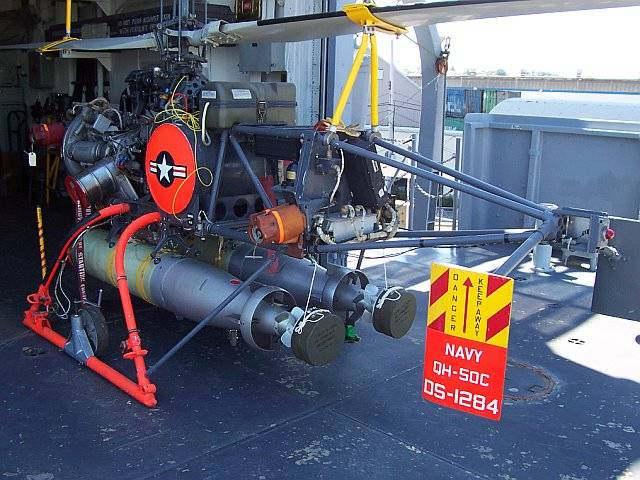
位於基靈級小約瑟夫·P·甘迺迪號驅逐艦上並裝備兩枚魚雷的QH-50C DS-1284

DASH的誕生與1950年代美國海軍的艦隊重整與現代化密不可分。由於美國海軍生產反潛巡防艦的速度跟不上蘇聯海軍生產新型潛水艇的速度，因此海軍計畫改裝舊有的驅逐艦，使其具備一定的反潛作戰能力以填補空缺。雖然經過升級後，驅逐艦上原有的二戰聲納足以偵測到蘇聯的潛水艇，然而卻缺乏有效的遠程武器進行攻擊。同時因為老式驅逐艦缺乏足夠的空間改裝飛行甲板供有人反潛直升機進行操作，因此DASH應運而生。
DASH採用吉羅德尼原先的吉羅德尼RON輕型直升機，並對其進行一定的修改，生產出原型機DSN-1/QH-50A。DSN-1採用保時捷YO-95-6活塞引擎，並能攜帶一枚Mk 43型魚雷。DSN-2/QH-50B則採用雙YO-95-6發動機，並能攜帶一枚Mk 43型魚雷。DSN-3/QH-50C採用1具波音T50-4渦輪軸發動機，並能搭載兩枚Mk 44型魚雷。

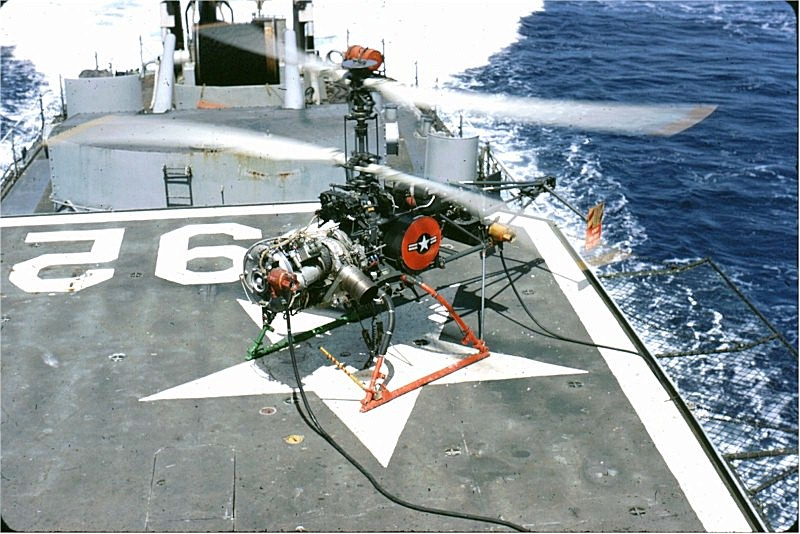
一架降落在於1967年4月到6月部署在越南的艾倫·M·桑拿號驅逐艦上的QH-50C

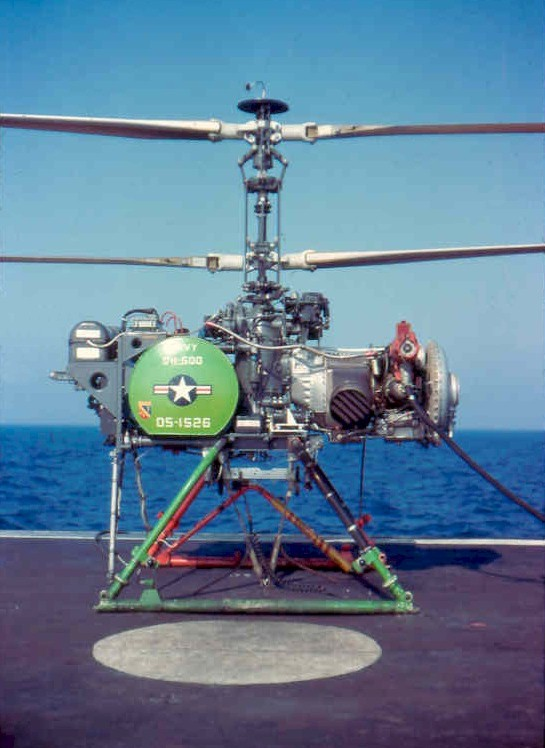
降落在艾倫·M·桑拿號驅逐艦上的QH-50D

DASH有兩具遙控器，分別位於飛行甲板和戰鬥資訊中心。飛行甲板的遙控器負責DASH的起降操作，而作戰資訊中心的控制員則負責遠程駕駛DASH到達目標位置，並使用半自動控制和雷達釋放魚雷。作戰資訊中心的控制員無法看到飛機本身以及其飛行高度，因此有時會失去控制以及態勢感知能力。在該計劃的後期，海軍成功在無人機上添加攝影機，並作為海軍火砲的觀察機。.
為了應對凶險的海相，海軍開發了系留著陸系統，可在高達6級風級的海域著陸和起飛。該系統由固定在飛行甲板上的鋼軌和將直升機拉出機庫的電纜系統組成。直升機固定在鋼軌上，這樣在洶湧的海浪中它就不會從飛行甲板上滑落。 
與大多數直升機上的主旋翼/尾槳配置不同，同軸反轉螺旋槳採用有兩個對轉主旋翼來控制扭矩。同軸旋翼將更多的動力轉化為升力，從而縮短旋翼的長度，使飛機尺寸得以進一步縮小。然而，由於上下旋翼過近會碰撞，因而上下兩軸必須具有一定的高度差，導致DASH的高度相對較高。同時，同軸反轉的技術也使得DASH具有一定的操作難度。
由於美軍將DASH視為消耗品，DASH採用已經成熟的民用設備，並且沒有備份。控制裝置則採用類比電路調頻廣播。在服役期間，超過80%的墜機源自於電子設備的故障;10為飛行員失誤，剩下10%為引擎或機身故障造成。
DASH的後續開發計劃於1969年取消，並於1968年至1973年間逐漸退出前線作戰。服役紀錄顯示DASH的性能並不可靠，海軍的746架DASH中共有約一半以上於海上墜毀。雖然超過一半的損失率可能是基於維護不足，因為日本服役的DASH幾乎沒有墜毀。而越戰的高昂花費以及反潛作戰的多餘，則是海軍停止維護的主要原因。
而後，缺乏用武之地的DASH經加裝攝影機後，作為遠程火炮觀察機以及艦艇遠程偵察機繼續服役於越戰戰場之中。並於戰後退役並封存。直到2006年5月，美國陸軍在白沙飛彈靶場使用了少量QH-50D DASH執行目標牽引併校準雷達和電子系統。

### 日本
海上自衛隊擁有一支由20架QH-50組成的機隊，裝備於高月型護衛艦和峯雲級護衛艦上。由於日本海上自衛隊有對DASH進行定期的維護，因而其損失率比美軍低得多。然而，由於美國計畫停止升級以及維護，海上自衛隊的DASH隨後於1977年除役。

## 型號

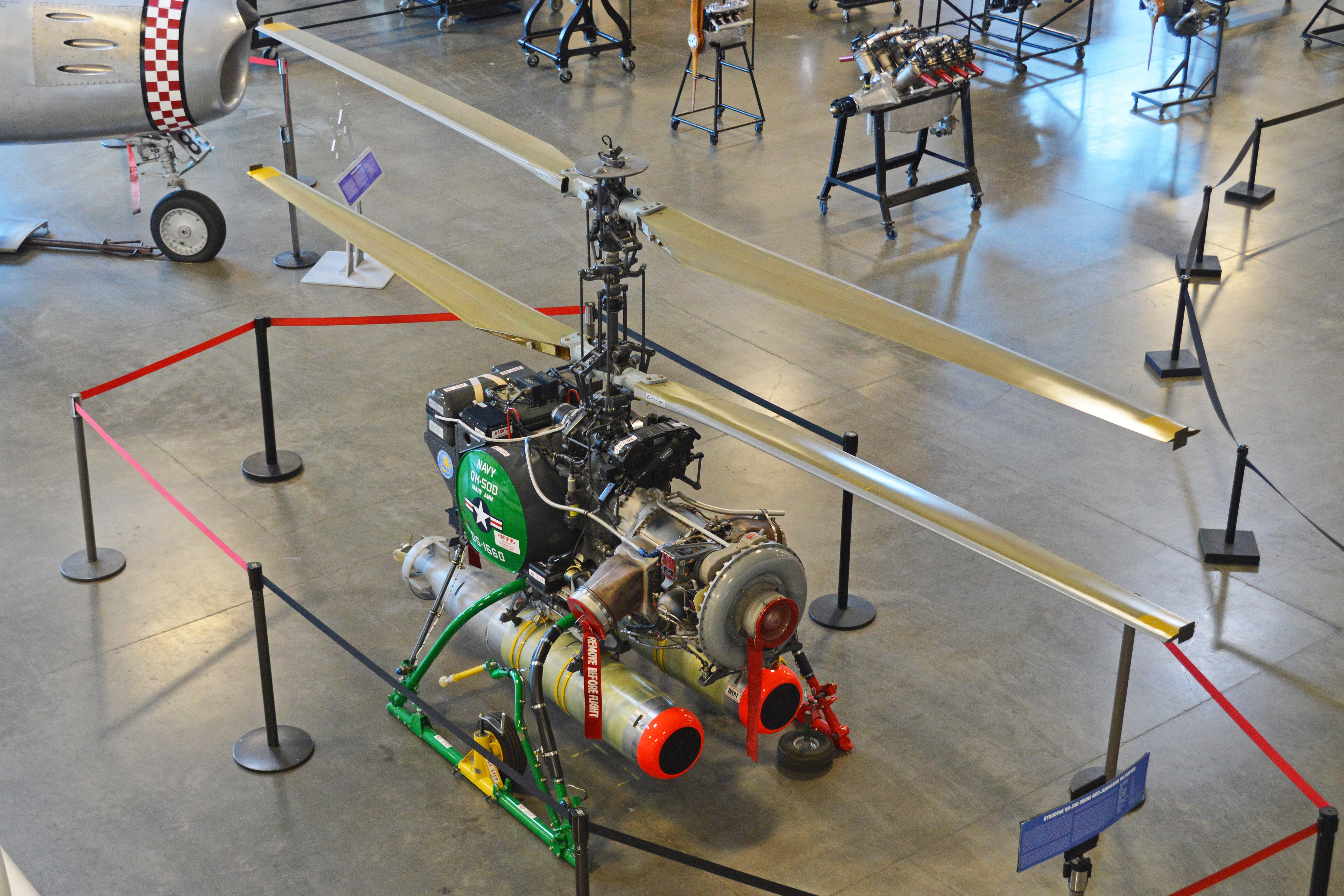
位於薩克拉門托麥克萊倫機場加州航空航太博物館QH-50D DS-1660 “Mary Ann”

DSN-1海軍9架預量產版本，於1962年重新命名成QH-50A
DSN-2海軍9架預量產版本，於1962年重新命名成QH-50B
DSN-3海軍的量產版本，共373架，於1962年重新命名成QH-50C
QH-50A重新命名的DSN-1
QH-50B重新命名的DSN-2
QH-50C重新命名的DSN-3
QH-50D裝配T50-12發動機，使用玻璃纖維葉片，並且增加油箱容量的量產版本，共377架
QH-50DM於越戰期間改裝成偵察機的QH-50D
YQH-50E3架裝配艾利森T63-A-5A發動機
QH-50FYQH-50E的量產版本，後來該計畫取消
QH-50HQH-50F的雙發動機量產版本，後來該計畫取消

### 書目
- Apostolo, Giorgio. The Illustrated Encyclopedia of Helicopters. New York: Bonanza Books, 1984. ISBN 978-0-51743-935-7.
- Friedman, Norman.  Revised. Annapolis: Naval Institute Press. 2004. ISBN 1-55750-442-3..
- Polmar, Norman. . Warship International. 1993, XXX (3): 317. ISSN 0043-0374.
- Taylor, John W.R. Jane's All The World's Aircraft 1969–70. London: Jane's Yearbooks, 1969.
- Wetherhorn, Areyh. . Warship International. 1992, XXIX (3): 310. ISSN 0043-0374.

## 外部連結
- QH-50 DASH History on Gyrodyne Helicopters site （页面存档备份，存于）
- QH-50 DASH in U.S. Navy Service
- QH-50 DASH in Japanese Navy Service （页面存档备份，存于）
- Gyrodyne DSN/QH-50 DASH on designation-systems.net （页面存档备份，存于）
- Gyrodyne DNS/QH-50 DASH Production List in helis.com database （页面存档备份，存于）